# Jesper Gertsson Smitt
Jesper Gertsson Smitt var en gotländsk stenbildhuggare.
Han var son till Gert Olufsen Smitt och var verksam på Gotland under 1600-talets senare hälft. Av domstolshandlingar från 1668 framgår det att Smitt tillsammans med Herman Schotte slog sönder gravstenar framställda av stenhuggaren Jacob Sibbenarve eftersom de ansåg att han arbetade som bönhas och därmed gjorde intrång i deras ämbete. Från omkring 1670 var han delägare i gården Bottarve men han överlät sin del till stenbildhuggaren Gert van Eghen 1680 mot att han i stället fick van Eghens gård Boxarve 1681. Hans stenhuggarmärke från perioden 1662–1667 är belagt och han är förbunden med den polykromerade altaruppsatsen i Hejde kyrka som är utförd i Peter van Eghens stil med en framställning av Nattvarden flankerad av Moses och Aron.